# Salazaria sala
Salazaria sala is een vlinder uit de familie van de Lycaenidae. De wetenschappelijke naam van de soort werd als Thecla sala in 1867 gepubliceerd door William Chapman Hewitson.